# Javier Torres-Goitia
Javier Torres-Goitia Torres (Padilla, 4 de junio de 1922 - La Paz, 14 de junio de 2021) fue un médico y político boliviano. Se desempeñó como Ministro de Salud durante el gobierno del presidente Juan José Torres y durante el segundo gobierno de Hernán Siles Suazo.